# Li Li-san
Li Li-san (čínsky pchin-jinem Lǐ Lìsān, znaky 李立三; 18. listopadu 1899 – 22. června 1967), vlastním jménem Li Lung-č’ (čínsky pchin-jinem Lǐ Lóngzhì, znaky 李隆郅) byl čínský revolucionář vzdělaný ve Francii, jeden z prvních předních představitelů Komunistické strany Číny, člen politbyra a později člen ústředního výboru KS Číny.

## Počátky kariéry
Li Li-san se narodil ve městě Li-ling v provincii Chu-nan v listopadu 1899. V roce 1915 se na střední škole v Čchang-ša, hlavním městě své rodné provincie, setkal s mladým Mao Ce-tungem. Během studia ve Francii v letech 1919-1921 se Li dostal do styku s ideologií socialismu a účastnil se bojů o pracovní práva Číňanů ve Francii. Za své aktivity byl však označen za problémového, vyloučen ze školy a poslán zpět do Číny.
Po svém návratu se stal členem nově založené Komunistické strany Číny a jakožto talentovaný řečník a organizátor se aktivně účastnil dělnických hnutí v Číně. Řídil stávku anjüanských horníků v roce 1922 a hnutí 30. května v Šanghaji roku 1925. V létě roku 1927, po rozpadu první jednotné fronty mezi čínskými komunisty a nacionalisty (Kuomintangem), se Li Li-san podílel na povstání v Nan-čchangu proti Kuomintangu, které je spojováno se vznikem čínské komunistické Rudé armády. Téhož roku byl zvolen generálním tajemníkem KS Číny. Pod novým vedením se strana připojila ke Kominterně a Li Li-san využil svých konexí s Moskvou, aby ve straně a v sovětu Ťiang-si upevnil svou pozici. V říjnu 1928 se stal jedním ze čtyř stálých členů politbyra.

## Li Li-sanova linie
Roku 1929 byl Li povzbuzen finanční krizí západních zemí a rozpolceností kuomintangské vlády v Nankingu a usoudil, že přišla vhodná doba pro povstání v Číně. Li Li-san byl silně ovlivněn myšlenkami marxismu-leninismu a prosazoval svůj zájem o dělnickou třídu ve městech, zatímco rolníky na venkově považoval za neschopné povstání uskutečnit. Tato strategie byla později známá jako Li Li-sanova linie, která však byla v rozporu s taktikou Mao Ce-tunga, který se zaměřoval především na venkov a rolníky.
Li byl přesvědčen, že je Čína připravena na ozbrojená povstání ve městech a v červenci roku 1930 se komunistická armáda pod jeho vedením zmocnila správního střediska provincie Chu-nan, města Čchang-ša. Nicméně Rudá armáda byla malá a špatně vybavená, tudíž utrpěla velké ztráty a po několika dnech byla poražena kuomintangskými vojsky. Povstání komunistů v ostatních městech byla také potlačena.  Po tomto neúspěchu se mnoho členů strany obrátilo proti Li Li-sanovi a Li přišel o své vedoucí pozice. Byl Kominternou označený zodpovědným a poslán do Moskvy na převýchovu. Vedení ve straně se ujal Mao Ce-tung s plánem soustředit se na venkov, který vnímal jako nejvhodnější strategii.

## Zpět v Číně
Po svém návratu do Číny v roce 1946 Li v KS Číny úspěšně zastával řadu funkcí. Během občanské války pracoval v oblasti severovýchodní Číny a po založení ČLR (1949) sloužil jako ministr práce. Zemřel roku 1967 poté, co se během Kulturní revoluce stal terčem psychického a fyzického týrání rudých gard a údajně spáchal sebevraždu.